# Michou d'Auber
Pour les articles homonymes, voir Michou (homonymie) et Auber.
Pour plus de détails, voir Fiche technique et Distribution.
Michou d'Auber est un film français réalisé en 2005 par Thomas Gilou, sorti en 2007. Cette comédie dramatique est inspirée d'une histoire vraie.

## Synopsis
En 1960, la guerre d'Algérie bat son plein. Le jeune Messaoud, 9 ans, orphelin de mère, est confié  à une famille d'accueil établie dans le Berry, constituée de Gisèle et de Georges, bourru au grand cœur,  tandis que son frère aîné poursuit un autre destin. Georges, facteur de son état, ancien combattant de la France Libre et de la guerre d'Indochine, un brin raciste, ne sait rien de la confession musulmane ni de l'origine algérienne du garçon que son épouse a rebaptisé « Michel » (ou « Michou ») d'Auber puisqu'il est né à Aubervilliers, et dont elle a décoloré les cheveux bruns. Michou découvre alors la France profonde.

## Fiche technique
- Titre : Michou d'Auber
- Réalisation : Thomas Gilou
- Scénario : Jean Cosmos, Thomas Gilou et Messaoud Hattou
- Production : Michel Feller et Pierre-Ange Le Pogam
- Production exécutive : Luc Besson
- Société de production : Europa Corp., TF1 Films Productions, Sofica Europacorp
- Société de distribution : EuropaCorp Distribution (France)
- Musique : Alexandre Desplat
- Photographie : Robert Alazraki
- Montage : Francine Sandberg
- Décors : Laure Lepelley
- Costumes : Catherine Bouchard
- Pays :  France
- Langue : français
- Durée : 124 minutes
- Dates de sortie :
  -  Allemagne : 9 février 2007 (Première mondiale au Festival du film européen)
  -  France et  Belgique : 28 février 2007

## Distribution
- Gérard Depardieu : Georges Duvalier, le facteur
- Nathalie Baye : Gisèle Duvalier
- Mathieu Amalric : Jacques Lainé, l'instituteur
- Samy Seghir : Messaoud El Malen / Michou d'Auber
- Medy Kerouani : Abdel
- Fellag : Akli El Malen, le père de Messaoud
- Catherine Hiegel : la directrice de l'orphelinat
- Philippe Nahon : le cafetier
- Bernard Yerlès : le copain de Georges
- Gérald Laroche : Robert
- Chick Ortega : Viguier
- Marie Kremer : la vendeuse de la papeterie
- Gilles Détroit : le curé
- Robert Plagnol : Duval
- Ludovic Berthillot : Max
- Manu Layotte : Gabriel
- Valérie Mairesse : Monique, la coiffeuse
- Jean-François Gallotte : Berrutin
- Romain Kraeutlein : Paul
- Cartouche : Messaoud
- Romain Le Bourlat : Éric Viguier
- Manon Tournier : Sylvie
- Christian Bouillette : le maire
- Jean-Gabriel Nordmann : l'officier militaire
- Marie Legault : Odette
- Roland Menou : le surveillant
- Jérôme Keen : l'employé de l'Assistance Publique
- Jean-Pierre Moulin : le père de Gisèle
- Yvette Petit : la mère de Gisèle
- Afida Tahri : Aïcha
- Abdelhafid Metalsi : Saïd
- Josette Motteau : Mme Lurçat
- Alice Lautner : Marie
- Alain Pigeaux : le vendeur du bazar
- Baptiste Boget : Blondel
- Jérôme Barroin : Garcin
- Jocelyn Goyard : Claude
- Alban Thuault : Pierrot
- Messaoud Hattou : le vieux Kabyle

## Autour du film
- Le film est inspiré d'une histoire vraie, celle de son scénariste Messaoud Hattou[2] qui a passé son enfance à Aubervilliers avant d'être placé ensuite à l'âge de 8 ans dans une famille d'accueil dans le Berry. Il fait un caméo dans le film.
- Gérard Depardieu à l'instar de son personnage, est originaire du Berry et a connu la misère qu'il y avait à l'époque dans les années 60.
- Georges est facteur et conduit un véhicule de la Poste (à l'époque PTT) de couleur jaune. Avant 1962, les véhicules étaient vert foncé.
- Georges et son épouse possèdent dans le film une Citroën Ami 6, modèle de voiture qui n'existait pas en 1960, celle-ci ne figurant au catalogue de Citroën qu'à partir de 1961.
- Un habitué du café évoque Titi et Grominet, or la série n'a été diffusée en France qu'en 1972.

## Distinctions
- Prix Communications et société 2007 au Festival du cinéma international en Abitibi-Témiscamingue